# Nikolai Karamzin
assinatura
Vista da sepultura.
Nikolai Mikhailovich Karamzin (em russo:  Никола́й Миха́йлович Карамзи́н; 12 de Dezembro de 1766 – 22 de Maio de 1826) foi um historiador, escritor, poeta russo, membro da Academia das Ciências de São Petersburgo (1818). Criador da "História do Estado Russo" (em russo:  Истории государства Российского), uma das primeiras obras históricas e uma das mais pormenorizadas do seu tempo.